# Annette Humpe/Diskografie
Diese Diskografie ist eine Übersicht über die musikalischen Werke der deutschen Popsängerin, Komponistin und Musikproduzentin Annette Humpe und ihrer Pseudonyme wie Anette Humpe, Bamby und Humpe & Humpe. Den Quellenangaben und Schallplattenauszeichnungen zufolge hat sie bisher mehr als 2,5 Millionen Tonträger als Solokünstlerin verkauft. Ihre erfolgreichsten Veröffentlichungen sind die Autorenbeteiligungen und Produktionen Vom selben Stern, Stark und So soll es bleiben mit jeweils über 300.000 verkauften Einheiten.

## Alben

### Studioalben
| Jahr | Titel Pseudonym                         | Höchstplatzierung, Gesamtwochen, AuszeichnungChartplatzierungen (Jahr, Titel, Pseudonym, Platzierungen, Wochen, Auszeichnungen, Anmerkungen) | Höchstplatzierung, Gesamtwochen, AuszeichnungChartplatzierungen (Jahr, Titel, Pseudonym, Platzierungen, Wochen, Auszeichnungen, Anmerkungen) | Höchstplatzierung, Gesamtwochen, AuszeichnungChartplatzierungen (Jahr, Titel, Pseudonym, Platzierungen, Wochen, Auszeichnungen, Anmerkungen) | Höchstplatzierung, Gesamtwochen, AuszeichnungChartplatzierungen (Jahr, Titel, Pseudonym, Platzierungen, Wochen, Auszeichnungen, Anmerkungen) | Anmerkungen                                            |
| Jahr | Titel Pseudonym                         | DE | AT | CH | UK | Anmerkungen                                            |
| ---- | --------------------------------------- | --- | --- | --- | --- | ------------------------------------------------------ |
| 1985 | Humpe • Humpe                           | DE19 (16 Wo.)DE | — | — | — | Erstveröffentlichung: 14. Mai 1985 mit Inga Humpe      |
| 1987 | Swimming with Sharks Inga & Anete Humpe | DE54 (6 Wo.)DE | — | — | — | Erstveröffentlichung: 20. November 1987 mit Inga Humpe |
| 1990 | Solo Annette Humpe                      | — | — | — | — | Erstveröffentlichung: 1990                             |
| 1995 | Wall of Sugar Bamby                     | — | — | — | — | Erstveröffentlichung: 25. August 1995                  |

### Kompilationen
- 1996: Careless Love

### Tributealben
| Jahr | Titel Pseudonym                                                    | Höchstplatzierung, Gesamtwochen, AuszeichnungChartplatzierungen (Jahr, Titel, Pseudonym, Platzierungen, Wochen, Auszeichnungen, Anmerkungen) | Höchstplatzierung, Gesamtwochen, AuszeichnungChartplatzierungen (Jahr, Titel, Pseudonym, Platzierungen, Wochen, Auszeichnungen, Anmerkungen) | Höchstplatzierung, Gesamtwochen, AuszeichnungChartplatzierungen (Jahr, Titel, Pseudonym, Platzierungen, Wochen, Auszeichnungen, Anmerkungen) | Höchstplatzierung, Gesamtwochen, AuszeichnungChartplatzierungen (Jahr, Titel, Pseudonym, Platzierungen, Wochen, Auszeichnungen, Anmerkungen) | Anmerkungen                            |
| Jahr | Titel Pseudonym                                                    | DE | AT | CH | UK | Anmerkungen                            |
| ---- | ------------------------------------------------------------------ | --- | --- | --- | --- | -------------------------------------- |
| 2010 | Zeitgeschichte – Das Beste von und für Annette Humpe Annette Humpe | DE47 (2 Wo.)DE | — | — | — | Erstveröffentlichung: 29. Oktober 2010 |

## Singles

### Als Leadmusikerin
| Jahr | Titel Album                            | Höchstplatzierung, Gesamtwochen, AuszeichnungChartplatzierungen (Jahr, Titel, Album, Platzierungen, Wochen, Auszeichnungen, Anmerkungen) | Höchstplatzierung, Gesamtwochen, AuszeichnungChartplatzierungen (Jahr, Titel, Album, Platzierungen, Wochen, Auszeichnungen, Anmerkungen) | Höchstplatzierung, Gesamtwochen, AuszeichnungChartplatzierungen (Jahr, Titel, Album, Platzierungen, Wochen, Auszeichnungen, Anmerkungen) | Höchstplatzierung, Gesamtwochen, AuszeichnungChartplatzierungen (Jahr, Titel, Album, Platzierungen, Wochen, Auszeichnungen, Anmerkungen) | Anmerkungen                           |
| Jahr | Titel Album                            | DE | AT | CH | UK | Anmerkungen                           |
| ---- | -------------------------------------- | --- | --- | --- | --- | ------------------------------------- |
| 1987 | Careless Love Swimming with Sharks     | DE24 (18 Wo.)DE | — | — | UK63 (4 Wo.)UK | Erstveröffentlichung: 9. Oktober 1987 |
| 1988 | No Longer Friends Swimming with Sharks | DE22 (13 Wo.)DE | — | — | — | Erstveröffentlichung: 1988            |

Weitere Singles
- 1985: 3 of Us
- 1985: Yama-Ha
- 1985: Geschrien im Schlaf
- 1990: Ich laß’ mich geh’n
- 1990: Ich küsse Ihren Mann

### Als Gastmusikerin
| Jahr | Titel Album                                                                     | Höchstplatzierung, Gesamtwochen/‑monate, AuszeichnungChartplatzierungen (Jahr, Titel, Album, Platzierungen, Wochen/Monate, Auszeichnungen, Anmerkungen) | Höchstplatzierung, Gesamtwochen/‑monate, AuszeichnungChartplatzierungen (Jahr, Titel, Album, Platzierungen, Wochen/Monate, Auszeichnungen, Anmerkungen) | Höchstplatzierung, Gesamtwochen/‑monate, AuszeichnungChartplatzierungen (Jahr, Titel, Album, Platzierungen, Wochen/Monate, Auszeichnungen, Anmerkungen) | Höchstplatzierung, Gesamtwochen/‑monate, AuszeichnungChartplatzierungen (Jahr, Titel, Album, Platzierungen, Wochen/Monate, Auszeichnungen, Anmerkungen) | Anmerkungen |
| Jahr | Titel Album                                                                     | DE | AT | CH | UK | Anmerkungen |
| ---- | ------------------------------------------------------------------------------- | --- | --- | --- | --- | --- |
| 1983 | Herz ist Trumpf (Dann rufst du an …) auch bekannt als: Hearts Are Trump Bye Bye | DE12 (20 Wo.)DE | AT3 (3½ Mt.)AT | CH9 (13 Wo.)CH | — | Erstveröffentlichung: 19. September 1983 (DE-Version) Erstveröffentlichung: 31. Oktober 1983 (EN-Version) Begleitgesang bei Trio |
| 1996 | Mutter, der Mann mit dem Koks ist da Out of the Dark (Into the Light)           | DE11 (18 Wo.)DE | AT3 Gold · (18 Wo.)AT | CH30 (5 Wo.)CH | — | Erstveröffentlichung: 5. Februar 1996 Verkäufe: + 25.000; Begleitgesang bei T>>MA                                                |

Weitere Gastbeiträge
- 2006: Sex in der Wüste (Udo Lindenberg & Annette Humpe)
- 2013: Graffiti Love (Adel Tawil feat. Humpe & Humpe)

## Autorenbeteiligungen und Produktionen
Annette Humpe als Autorin (A) und Produzentin (P) in den Charts

| Jahr | Titel Interpretation                                                             | Höchstplatzierung, Gesamtwochen, AuszeichnungChartplatzierungen (Jahr, Titel, Interpretation, Platzierungen, Wochen, Auszeichnungen, Anmerkungen) | Höchstplatzierung, Gesamtwochen, AuszeichnungChartplatzierungen (Jahr, Titel, Interpretation, Platzierungen, Wochen, Auszeichnungen, Anmerkungen) | Höchstplatzierung, Gesamtwochen, AuszeichnungChartplatzierungen (Jahr, Titel, Interpretation, Platzierungen, Wochen, Auszeichnungen, Anmerkungen) | Höchstplatzierung, Gesamtwochen, AuszeichnungChartplatzierungen (Jahr, Titel, Interpretation, Platzierungen, Wochen, Auszeichnungen, Anmerkungen) | Anmerkungen                                                  |
| Jahr | Titel Interpretation                                                             | DE | AT | CH | UK | Anmerkungen                                                  |
| ---- | -------------------------------------------------------------------------------- | --- | --- | --- | --- | ------------------------------------------------------------ |
| 1980 | Blaue Augen A Ideal                                                              | DE48 (6 Wo.)DE | — | — | — | Erstveröffentlichung: 1980                                   |
| 1981 | Eiszeit A, P Ideal                                                               | DE16 (19 Wo.)DE | — | — | — | Erstveröffentlichung: November 1981                          |
| 1982 | Monotonie A, P Ideal                                                             | DE21 (14 Wo.)DE | AT8 (10 Wo.)AT | — | — | Erstveröffentlichung: April 1982                             |
| 1982 | Keine Heimat A, P Ideal                                                          | DE47 (9 Wo.)DE | — | — | — | Erstveröffentlichung: Dezember 1982                          |
| 1983 | Codo … düse im Sauseschritt A, P DÖF                                             | DE1 Gold · (18 Wo.)DE | AT1 (16 Wo.)AT | CH4 (12 Wo.)CH | — | Erstveröffentlichung: Juni 1983 Verkäufe: + 250.000          |
| 1983 | Taxi A, P DÖF                                                                    | DE57 (4 Wo.)DE | AT2 (10 Wo.)AT | — | — | Erstveröffentlichung: September 1983                         |
| 1987 | Careless Love A Inga & Anete Humpe                                               | DE24 (18 Wo.)DE | — | — | UK63 (3 Wo.)UK | Erstveröffentlichung: 9. Oktober 1987                        |
| 1988 | No Longer Friends A Inga & Anete Humpe                                           | DE22 (13 Wo.)DE | — | — | — | Erstveröffentlichung: 1988                                   |
| 1991 | Ein Herz kann man nicht reparieren A Udo Lindenberg                              | DE29 (23 Wo.)DE | — | — | — | Erstveröffentlichung: 11. März 1991                          |
| 1991 | Gabi und Klaus P Die Prinzen                                                     | DE24 (16 Wo.)DE | — | CH9 (11 Wo.)CH | — | Erstveröffentlichung: 13. Oktober 1991                       |
| 1991 | Millionär P Die Prinzen                                                          | DE36 (16 Wo.)DE | AT29 (4 Wo.)AT | CH11 (12 Wo.)CH | — | Erstveröffentlichung: 1991                                   |
| 1991 | Mann im Mond P Die Prinzen                                                       | DE30 (17 Wo.)DE | — | — | — | Erstveröffentlichung: 1991                                   |
| 1992 | Mein Fahrrad P Die Prinzen                                                       | DE68 (9 Wo.)DE | — | — | — | Erstveröffentlichung: 23. Juni 1992                          |
| 1992 | Küssen verboten A, P Die Prinzen                                                 | DE17 (23 Wo.)DE | — | — | — | Erstveröffentlichung: 5. Oktober 1992                        |
| 1993 | Alles nur geklaut P Die Prinzen                                                  | DE4 Gold · (27 Wo.)DE | AT3 Gold · (12 Wo.)AT | CH26 (10 Wo.)CH | — | Erstveröffentlichung: 20. September 1993 Verkäufe: + 275.000 |
| 1993 | Mädchen P Lucilectric                                                            | DE2 Gold · (23 Wo.)DE | AT3 Gold · (13 Wo.)AT | CH5 (18 Wo.)CH | — | Erstveröffentlichung: 1993 Verkäufe: + 275.000               |
| 1994 | Hey Süsser P Lucilectric                                                         | DE33 (18 Wo.)DE | AT1 Gold · (21 Wo.)AT | CH28 (28 Wo.)CH | — | Erstveröffentlichung: 1994 Verkäufe: + 25.000                |
| 1994 | Überall A, P Die Prinzen                                                         | DE63 (11 Wo.)DE | — | — | — | Erstveröffentlichung: 29. März 1994                          |
| 1995 | (Du musst ein) Schwein sein A, P Die Prinzen                                     | DE8 Gold · (22 Wo.)DE | AT13 (12 Wo.)AT | CH26 (10 Wo.)CH | — | Erstveröffentlichung: 1995 Verkäufe: + 250.000               |
| 1996 | Liebe macht dumm A, P Lucilectric                                                | DE89 (4 Wo.)DE | AT20 (8 Wo.)AT | — | — | Erstveröffentlichung: 1996                                   |
| 1996 | Fernsehen P Lucilectric                                                          | DE92 (2 Wo.)DE | — | — | — | Erstveröffentlichung: 1996                                   |
| 1998 | Blaue Augen A Blümchen                                                           | DE19 (10 Wo.)DE | AT20 (10 Wo.)AT | CH32 (4 Wo.)CH | — | Erstveröffentlichung: 18. Mai 1998                           |
| 1999 | Knockin’ A Die Allianz                                                           | DE71 (4 Wo.)DE | — | — | — | Erstveröffentlichung: 1999                                   |
| 1999 | Boys A, P Die Allianz                                                            | DE14 (17 Wo.)DE | — | CH21 (10 Wo.)CH | UK15 (5 Wo.)UK | Erstveröffentlichung: 18. Oktober 1999                       |
| 2000 | Sex Control A, P Band ohne Namen                                                 | DE34 (7 Wo.)DE | — | CH53 (6 Wo.)CH | — | Erstveröffentlichung: 4. Februar 2000                        |
| 2000 | Take My Heart P Band ohne Namen                                                  | DE7 Gold · (20 Wo.)DE | AT15 (13 Wo.)AT | CH12 (21 Wo.)CH | — | Erstveröffentlichung: 25. April 2000 Verkäufe: + 250.000     |
| 2004 | Geht’s dir schon besser? A, P Ich + Ich                                          | DE67 (3 Wo.)DE | — | — | — | Erstveröffentlichung: 25. Oktober 2004                       |
| 2005 | Du erinnerst mich an Liebe A, P Ich + Ich                                        | DE4 Gold · (31 Wo.)DE | AT6 (22 Wo.)AT | CH63 (3 Wo.)CH | — | Erstveröffentlichung: 29. März 2005 Verkäufe: + 150.000      |
| 2005 | Dienen A, P Ich + Ich                                                            | DE7 (19 Wo.)DE | AT20 (20 Wo.)AT | — | — | Erstveröffentlichung: 1. August 2005                         |
| 2005 | Umarme mich A, P Ich + Ich                                                       | DE41 (9 Wo.)DE | AT17 (19 Wo.)AT | — | — | Erstveröffentlichung: 2. Dezember 2005                       |
| 2007 | Vom selben Stern A, P Ich + Ich                                                  | DE3 Platin · (65 Wo.)DE | AT4 (41 Wo.)AT | CH40 (35 Wo.)CH | — | Erstveröffentlichung: 15. Juni 2007 Verkäufe: + 300.000      |
| 2007 | Stark A, P Ich + Ich                                                             | DE2 Platin · (44 Wo.)DE | AT2 (37 Wo.)AT | CH5 (59 Wo.)CH | — | Erstveröffentlichung: 9. November 2007 Verkäufe: + 300.000   |
| 2008 | So soll es bleiben A, P Ich + Ich                                                | DE3 Platin · (60 Wo.)DE | AT2 (46 Wo.)AT | CH13 (45 Wo.)CH | — | Erstveröffentlichung: 4. April 2008 Verkäufe: + 300.000      |
| 2008 | Nichts bringt mich runter A, P Ich + Ich                                         | DE20 (9 Wo.)DE | AT32 (4 Wo.)AT | — | — | Erstveröffentlichung: 5. September 2008                      |
| 2008 | Wenn ich tot bin A, P Ich + Ich                                                  | DE51 (6 Wo.)DE | AT73 (1 Wo.)AT | — | — | Erstveröffentlichung: 5. Dezember 2008                       |
| 2009 | Pflaster A, P Ich + Ich                                                          | DE1 Gold · (32 Wo.)DE | AT3 (22 Wo.)AT | CH6 (24 Wo.)CH | — | Erstveröffentlichung: 30. Oktober 2009 Verkäufe: + 150.000   |
| 2010 | Einer von Zweien A, P Ich + Ich                                                  | DE18 (13 Wo.)DE | AT36 (6 Wo.)AT | — | — | Erstveröffentlichung: 5. März 2010                           |
| 2010 | Universum A, P Ich + Ich                                                         | DE10 (26 Wo.)DE | AT13 (21 Wo.)AT | — | — | Erstveröffentlichung: 13. August 2010                        |
| 2010 | Hilf mir A, P Ich + Ich                                                          | DE45 (11 Wo.)DE | — | — | — | Erstveröffentlichung: 10. Dezember 2010                      |
| 2011 | Ein Herz kann man nicht reparieren (Unplugged) A Udo Lindenberg feat. Inga Humpe | DE11 (19 Wo.)DE | — | — | — | Erstveröffentlichung: 9. September 2011                      |
| 2012 | Stark A Jasmin Graf                                                              | DE76 (1 Wo.)DE | — | — | — | Erstveröffentlichung: 20. Januar 2012                        |
| 2012 | Mich kann nur Liebe retten A Ich kann fliegen                                    | DE29 (3 Wo.)DE | — | — | — | Erstveröffentlichung: 31. August 2012                        |
| 2013 | Für Frauen ist das kein Problem A, P Max Raabe                                   | DE77 (1 Wo.)DE | — | — | — | Erstveröffentlichung: 11. Januar 2013                        |

## Statistik

### Chartauswertung
|                       | DE     | AT     | CH     | UK    |
| --------------------- | ------ | ------ | ------ | ----- |
| Nummer-eins-Singles   | DE2DE  | AT1AT  | CH—CH  | UK—UK |
| Top-10-Singles        | DE9DE  | AT8AT  | CH3CH  | UK—UK |
| Singles in den Charts | DE34DE | AT17AT | CH10CH | UK2UK |

|                       | DE     | AT     | CH     | UK    |
| --------------------- | ------ | ------ | ------ | ----- |
| Nummer-eins-Singles   | DE2DE  | AT2AT  | CH—CH  | UK—UK |
| Top-10-Singles        | DE12DE | AT11AT | CH5CH  | UK—UK |
| Singles in den Charts | DE34DE | AT21AT | CH15CH | UK1UK |

### Auszeichnungen für Musikverkäufe
Anmerkung: Auszeichnungen in Ländern aus den Charttabellen bzw. Chartboxen sind in ebendiesen zu finden.
| Land/RegionAuszeichnungen für Musikverkäufe (Land/Region, Auszeichnungen, Verkäufe, Quellen) | Gold       | Platin     | Verkäufe  | Quellen           |
| -------------------------------------------------------------------------------------------- | ---------- | ---------- | --------- | ----------------- |
| Deutschland (BVMI)                                                                           | 7× Gold7   | 3× Platin3 | 2.450.000 | musikindustrie.de |
| Österreich (IFPI)                                                                            | 4× Gold4   | —          | 100.000   | ifpi.at           |
| Insgesamt                                                                                    | 11× Gold11 | 3× Platin3 |           |                   |